# Colin Firth
Colin Andrew Firth (Grayshott, 10 settembre 1960) è un attore britannico con cittadinanza italiana.
Ha recitato in numerosi film di successo quali La fidanzata ideale, Il diario di Bridget Jones, La ragazza con l'orecchino di perla, Love Actually - L'amore davvero, L'importanza di chiamarsi Ernest, A Single Man, Mamma Mia!, Orgoglio e pregiudizio, Un matrimonio all'inglese e Il discorso del re.
Attore versatile e pluripremiato, vince nel 2009 la Coppa Volpi per la migliore interpretazione maschile alla Mostra internazionale d'arte cinematografica di Venezia e il Premio BAFTA al miglior attore per A Single Man di Tom Ford, ricevendo la sua prima candidatura all'Oscar al miglior attore. Nel 2011, grazie all'interpretazione di Giorgio VI del Regno Unito ne Il discorso del re di Tom Hooper vince il Premio Oscar come miglior attore protagonista, il Golden Globe per il miglior attore in un film drammatico, il Premio BAFTA e due Screen Actors Guild.

## Biografia
Nasce a Grayshott, nello Hampshire, in Gran Bretagna, da due professori universitari: la madre, Shirley Jean, insegna religioni comparate al King Alfred's College Winchester e alla University of Winchester, il padre, David Norman Lewis Firth, è insegnante di storia e responsabile dell'educazione per il governo nigeriano.
Ha una sorella, Kate, e un fratello minore, Jonathan, anch'egli attore. I suoi genitori sono cresciuti in India, poiché la nonna materna e il nonno paterno, prete anglicano, erano coinvolti in attività di missionari all'estero. Firth trascorre parte dell'infanzia in Nigeria, dove insegnava il padre, e all'età di 11 anni si trasferisce con la famiglia a St. Louis, in Missouri.

## Carriera

### Primi anni
Nel 1983 interpreta Guy Bennett nella pluripremiata produzione teatrale londinese di Another Country e, nel 1984, debutta sul grande schermo proprio con l'adattamento cinematografico di quest'ultima nel ruolo di Tommy Judd, a fianco di Rupert Everett nel ruolo di Bennett. Nel 1986 partecipa all'adattamento televisivo di un romanzo di J. B. Priestley, Lost Empires e nel 1987 appare a fianco di Kenneth Branagh nella versione cinematografica di Un mese in campagna di J. L. Carr. Nel 1989 recita da protagonista nel film Valmont e co-protagonista in Apartment Zero. In questo periodo, Firth e altre giovani promesse del cinema britannico come Gary Oldman, Tim Roth, Daniel Day-Lewis, Bruce Payne e Paul McGann vengono etichettati come il "Brit Pack".

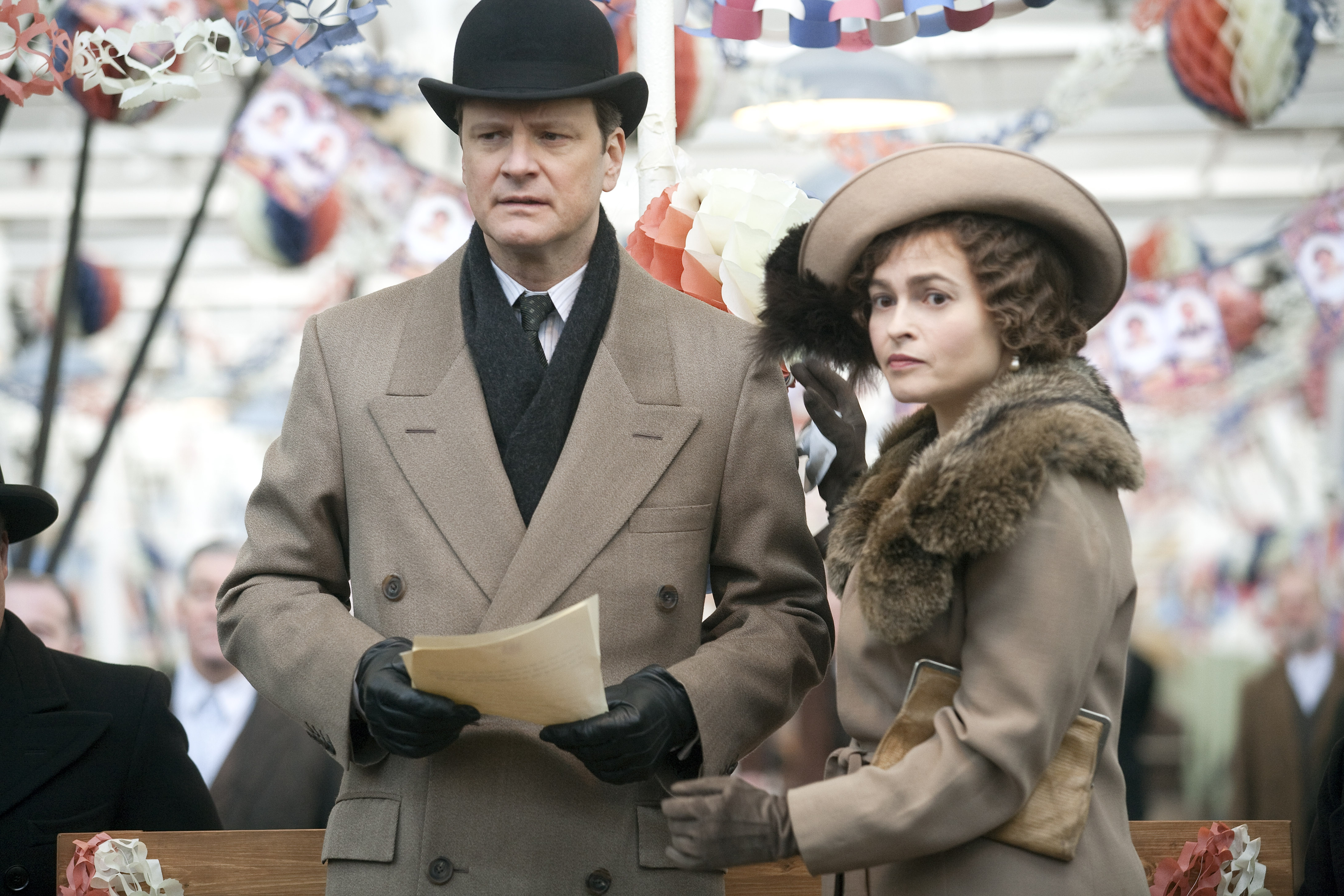
Colin Firth e Helena Bonham Carter sul set di Il discorso del re (2009)

### Il successo internazionale
Nel 1995, grazie all'adattamento televisivo della BBC di Orgoglio e pregiudizio di Jane Austen, Firth ottiene grande successo anche a livello internazionale e la sua performance, nei panni di Mr. Darcy, gli vale la candidatura per un premio BAFTA. Dopo aver ottenuto un ruolo minore ne Il paziente inglese, recita sia in produzioni americane che britanniche, ottenendo parti da protagonista o co-protagonista in film come Shakespeare in Love, Il diario di Bridget Jones, Four Play, L'importanza di chiamarsi Ernest, La ragazza con l'orecchino di perla, Love Actually - L'amore davvero, Trauma, Nanny McPhee - Tata Matilda, L'ultima legione con Aishwarya Rai, l'adattamento cinematografico del musical Mamma Mia!, Un matrimonio all'inglese, film proiettato al Festival Internazionale del Film di Roma che ha ottenuto recensioni eccellenti, e Genova - Un luogo per ricominciare. Nel 2009 interpreta Fred, il nipote ottimista di Scrooge, in A Christmas Carol, dal romanzo di Charles Dickens, a fianco di Jim Carrey, oltre ad aver partecipato a St.Trinian's 2 - La leggenda del tesoro segreto.
Oltre ai ruoli sul grande schermo, appare in numerose produzioni televisive tra cui Donovan Quick, una versione aggiornata del Don Chisciotte e, nel 2001, ottiene una candidatura agli Emmy per la sua interpretazione in Conspiracy - Soluzione finale. È sempre impegnato anche a teatro e, tra il 1983 e il 2000, recita in numerose opere tra cui Three Days of Rain nei panni del protagonista Ned/Walker, The Caretaker, Desire Under the Elms e Chatsky. Nel 2007 lavora come produttore esecutivo per il documentario In Prison My Whole Life prodotto dalla moglie Livia Giuggioli. Il film mette in dubbio le operazioni processuali messe in atto contro l'attivista politico Mumia Abu-Jamal, accusato nel 1981 di aver ucciso Daniel Faulkner, poliziotto di Filadelfia e condannato a morte.

### I grandi riconoscimenti dal 2009

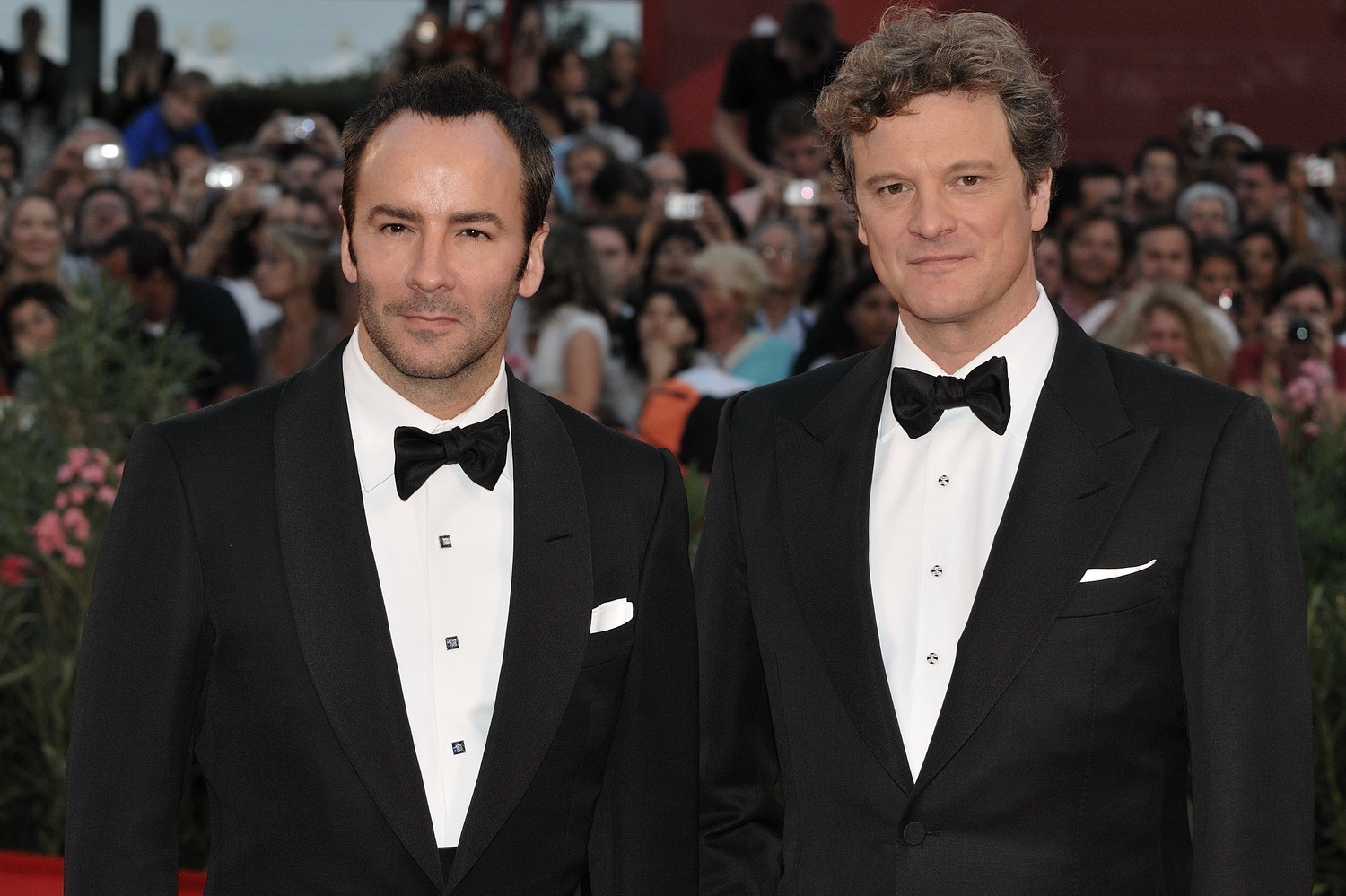
Tom Ford e Colin Firth alla 66ª Mostra internazionale d'arte cinematografica di Venezia (2009)

Nel 2009, alla 66ª Mostra internazionale d'arte cinematografica di Venezia viene premiato con la Coppa Volpi per la sua interpretazione nel film di debutto di Tom Ford A Single Man, nei panni di un professore universitario che lotta contro il senso di solitudine manifestatosi dopo la morte del suo partner. Questa sua interpretazione riceve ottime recensioni e viene premiato con un premio BAFTA, oltre a numerose candidature a premi di prestigio come Academy Award, Golden Globe, Screen Actors Guild e BFCA.
Nel 2010 è protagonista del film Il discorso del re che viene accolto dal Toronto International Film Festival con una standing ovation. Per questa sua performance vince, nel 2011, un Golden Globe come miglior attore in un film drammatico e un Academy Award (Oscar) come migliore attore protagonista. Nel giugno 2011 è nominato commendatore dell'Ordine dell'Impero Britannico dalla regina Elisabetta II del Regno Unito.
Dal 13 gennaio 2011 è la 2429ª personalità ad avere una stella sulla Hollywood Walk of Fame.
Nel 2011 recita nel film di spionaggio La talpa di Tomas Alfredson, tratto dal romanzo omonimo di John le Carré, al fianco di Gary Oldman, Mark Strong e Tom Hardy. Nel 2013 è protagonista del thriller Devil's Knot - Fino a prova contraria, in cui interpreta un investigatore che indaga sulla morte di tre bambini di otto anni insieme alla madre di uno di questi, interpretata da Reese Witherspoon. Nel 2014 è protagonista accanto ad Emma Stone nel film Magic in the Moonlight di Woody Allen, e nel 2015 recita insieme a Samuel L. Jackson a Taron Egerton e a Michael Caine nel film di spionaggio Kingsman - Secret Service, che si rivela un grande successo, incassando 400 milioni di dollari..
Nel 2016 prende parte al terzo capitolo del franchise su Bridget Jones, dal titolo Bridget Jones's Baby, accanto a Renée Zellweger e Patrick Dempsey.
Nel 2018 recita nel film Il ritorno di Mary Poppins, diretto da Rob Marshall, sequel del celebre film Mary Poppins, che vede Emily Blunt nel panni della celebre tata.

### Scrittore
Nel 2000 debutta da scrittore con The Department of Nothing, una storia inserita nella raccolta Speaking with the Angel edita da Nick Hornby, che aveva incontrato durante le riprese di Febbre a 90º, e pubblicata per raccogliere fondi per l'associazione TreeHouse Trust che aiuta i bambini autistici. Nel 2009 contribuisce alla scrittura del libro We Are One: A Celebration of Tribal Peoples che esplora le diverse culture dei popoli e ne descrive le differenze e uguaglianze. Il libro contiene contributi di Laurens van der Post, Noam Chomsky, Claude Lévi-Strauss e indigeni come Davi Kopenawa Yanomami e Roy Sesana.

### Pubblicazioni scientifiche
Nel 2011 collabora con Ryota Kanai, Tom Feilden e Geraint Rees alla stesura dell'articolo scientifico Political Orientations Are Correlated with Brain Structure in Young Adults, apparso su Current Biology. L'articolo dimostra, attraverso tecniche quali la risonanza magnetica strutturale e la morfometria basata sui voxel, una correlazione positiva tra il volume di materia grigia nella corteccia cingolata anteriore e un orientamento politico tendente al conservatorismo e una correlazione positiva tra il volume di materia grigia nell'amigdala di destra e un orientamento politico più tendente al liberalismo.

## Vita privata

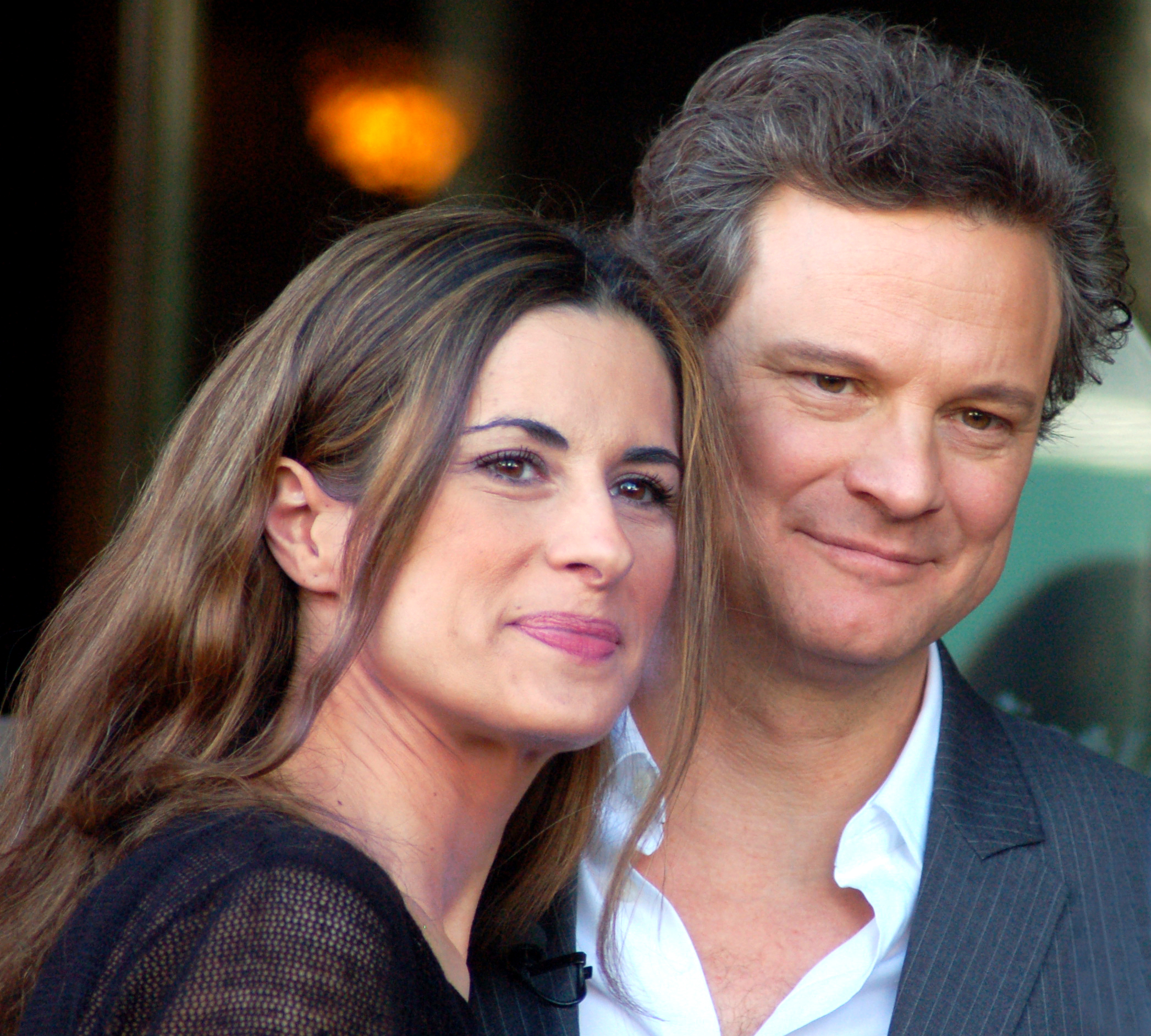
Colin Firth e l'ex moglie Livia Giuggioli alla cerimonia per ricevere la stella della Hollywood Walk of Fame nel 2011

### Passione per il calcio
Come il personaggio che interpreta nel film Febbre a 90°, basato sull'omonimo romanzo del britannico Nick Hornby, Colin Firth ha una grande passione per il calcio e in particolare proprio per la squadra dell'Arsenal.

### Famiglia
Dal 1989 al 1994 ha avuto una relazione con l'attrice Meg Tilly, conosciuta sul set di Valmont di Miloš Forman, dalla quale ha avuto un figlio, William "Will" Joseph Firth, nato nel 1990.
Nel 1997 si è sposato con la produttrice e regista italiana Livia Giuggioli, dalla quale ha avuto due figli: Luca, nato nel marzo 2001 e Matteo, nato nel luglio 2003. Parla fluentemente italiano. Nel 2017 ha ricevuto la cittadinanza italiana, dopo averla richiesta, essendo sposato da 20 anni con la Giuggioli. Nel dicembre del 2019 i due si sono però separati.
Vive prevalentemente a Los Angeles e possiede un casale in Italia, a Città della Pieve. 

### Attivismo
È stato coinvolto in una campagna per fermare la deportazione di alcuni individui in cerca di asilo politico, poiché riteneva potessero essere uccisi durante il loro ritorno in Congo ed è riuscito ad ottenere una revoca di deportazione per un'infermiera congolese.
Sostiene Survival International, il movimento mondiale per i diritti dei popoli indigeni, ed è il testimonial della campagna lanciata nell'aprile 2012 in difesa degli Awá, la "tribù più minacciata del mondo".
È coinvolto anche nella campagna globale di Oxfam "Make Trade Fair", insieme a numerose altre celebrità, e ha aperto, con alcuni collaboratori, un negozio di prodotti di commercio equo e solidale nella West London. Il 19 ottobre 2007 ha ricevuto una laurea ad honorem dalla University of Winchester.
Nell'ottobre 2009, al London Film Festival, ha lanciato un sito di attivismo politico, Brightwide.com, insieme alla moglie Livia e ad una squadra capitanata da Paola De Leo.
È sostenitore dei diritti gay e favorevole al matrimonio tra persone dello stesso sesso. In occasione dell'approvazione della Proposition 8, che proponeva l'abolizione del riconoscimento delle unioni omosessuali, dichiara:
Colin Firth denuncia inoltre il trattamento discriminatorio che l'industria cinematografica continua a riservare nei confronti di attori e attrici omosessuali.
Firth sostiene l'abolizione della monarchia britannica. L'attore si è dichiarato molto critico sulla Brexit.

## Filmografia

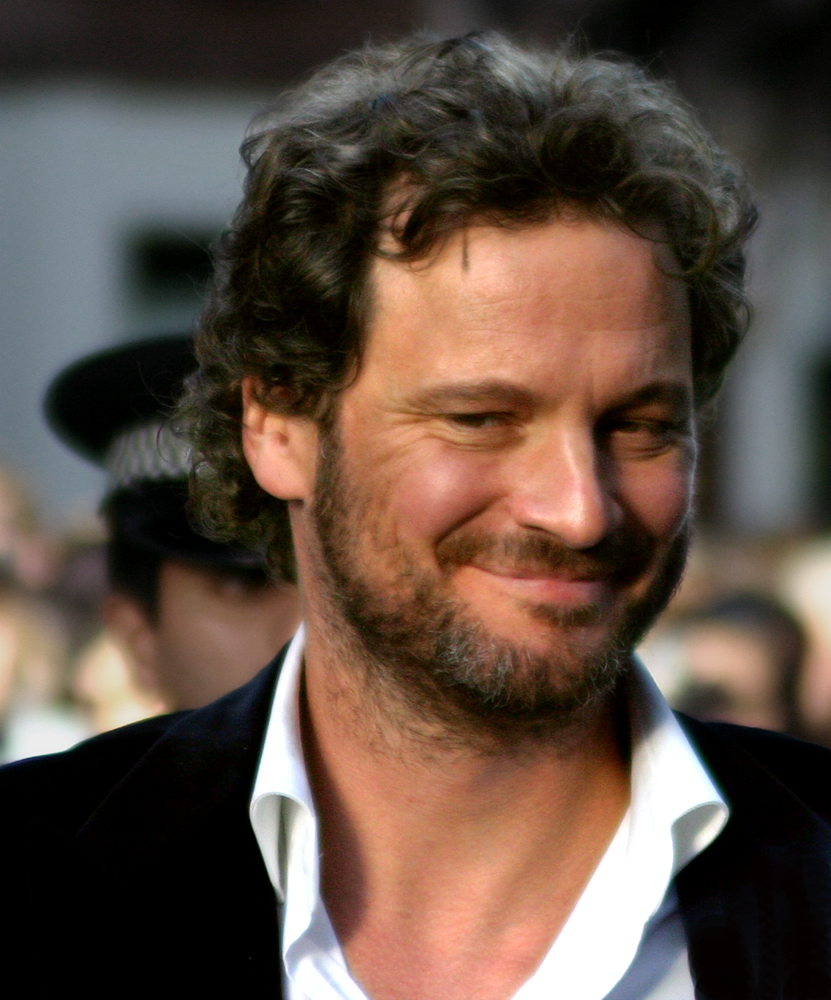
Colin Firth alla prima di Nanny McPhee - Tata Matilda (2005)

### Attore

#### Cinema
- Another Country - La scelta (Another Country), regia di Marek Kanievska (1984)
- Nineteen Nineteen, regia di Hugh Brody (1985)
- Un mese in campagna (A Month in the Country), regia di Pat O'Connor (1987)
- Apartment Zero, regia di Martin Donovan (1988)
- Valmont, regia di Miloš Forman (1989)
- Le ali del successo (Wings of Fame), regia di Otakar Votocek (1990)
- Femme fatale, regia di Andre R. Guttfreund (1991)
- The Hour of the Pig, regia di Leslie Megahey (1993)
- Playmaker, regia di Yuri Zeltser (1994)
- Amiche (Circle of Friends), regia di Pat O'Connor (1995)
- Il paziente inglese (The English Patient), regia di Anthony Minghella (1996)
- Febbre a 90° (Fever Pitch), regia di David Evans (1997)
- Segreti (A Thousand Acres), regia di Jocelyn Moorhouse (1997)
- Shakespeare in Love, regia di John Madden (1998)
- La mia vita fino ad oggi (My Life So Far), regia di Hugh Hudson (1999)
- The Secret Laughter of Women, regia di Peter Schwabach (1999)
- La fidanzata ideale (Relative Values), regia di Eric Styles (2000)
- Il diario di Bridget Jones (Bridget Jones's Diary), regia di Sharon Maguire (2001)
- Four Play (Londinium), regia di Mike Binder (2001)
- L'importanza di chiamarsi Ernest (The Importance of Being Earnest), regia di Oliver Parker (2002)
- Hope Springs, regia di Mark Herman (2003)
- Una ragazza e il suo sogno (What a Girl Wants), regia di Dennie Gordon (2003)
- La ragazza con l'orecchino di perla (Girl with a Pearl Earring), regia di Peter Webber (2003)
- Love Actually - L'amore davvero (Love Actually), regia di Richard Curtis (2003)
- Trauma, regia di Marc Evans (2004)
- Che pasticcio, Bridget Jones! (Bridget Jones: The Edge of Reason), regia di Beeban Kidron (2004)
- False verità (Where the Truth Lies), regia di Atom Egoyan (2005)
- Nanny McPhee - Tata Matilda (Nanny McPhee), regia di Kirk Jones (2005)
- L'ultima legione (The Last Legion), regia di Doug Lefler (2007)
- And When Did You Last See Your Father?, regia di Anand Tucker (2007)
- Quando tutto cambia (Then She Found Me), regia di Helen Hunt (2007)
- St. Trinian's, regia di Oliver Parker e Barnaby Thompson (2007)
- Un marito di troppo (The Accidental Husband), regia di Griffin Dunne (2008)
- Mamma Mia!, regia di Phyllida Lloyd (2008)
- Genova - Un luogo per ricominciare (Genova), regia di Michael Winterbottom (2008)
- Un matrimonio all'inglese (Easy Virtue), regia di Stephan Elliott (2008)
- Dorian Gray, regia di Oliver Parker (2009)
- A Single Man, regia di Tom Ford (2009)
- A Christmas Carol, regia di Robert Zemeckis (2009)[59]
- St.Trinian's 2 - La leggenda del tesoro segreto (St Trinian's 2 - The Legend of Fritton's Gold), regia di Oliver Parker e Barnaby Thompson (2009)
- Il discorso del re (The King's Speech), regia di Tom Hooper (2010)
- Main St. - L'uomo del futuro (Main Street), regia di John Doyle (2010)
- La talpa (Tinker, Tailor, Soldier, Spy), regia di Tomas Alfredson (2011)
- Il mondo di Arthur Newman (Arthur Newman), regia di Dante Ariola (2012)
- Gambit - Una truffa a regola d'arte (Gambit), regia di Michael Hoffman (2012)
- Le due vie del destino - The Railway Man (The Railway Man), regia di Jonathan Teplitzky (2013)
- Devil's Knot - Fino a prova contraria (Devil's Knot), regia di Atom Egoyan (2013)
- Magic in the Moonlight, regia di Woody Allen (2014)
- Before I Go to Sleep, regia di Rowan Joffé (2014)
- Kingsman - Secret Service (Kingsman: The Secret Service), regia di Matthew Vaughn (2014)
- Genius, regia di Michael Grandage (2016)
- Bridget Jones's Baby, regia di Sharon Maguire (2016)
- Kingsman - Il cerchio d'oro (Kingsman: The Golden Circle), regia di Matthew Vaughn (2017)
- The Happy Prince - L'ultimo ritratto di Oscar Wilde (The Happy Prince), regia di Rupert Everett (2018)
- Il mistero di Donald C. (The Mercy), regia di James Marsh (2018)
- Mamma Mia! Ci risiamo (Mamma Mia! Here We Go Again), regia di Ol Parker (2018)
- Kursk, regia di Thomas Vinterberg (2018)
- Il ritorno di Mary Poppins (Mary Poppins Returns), regia di Rob Marshall (2018)
- 1917, regia di Sam Mendes (2019)
- Il giardino segreto (The Secret Garden), regia di Marc Munden (2020)
- Supernova, regia di Harry Macqueen (2020)
- Secret Love (Mothering Sunday), regia di Eva Husson (2021)
- L'arma dell'inganno - Operation Mincemeat (Operation Mincemeat), regia di John Madden (2022)
- Empire of Light, regia di Sam Mendes (2022)
- Ritrovarsi in Rye Lane (Rye Lane), regia di Raine Allen-Miller (2023)
- Bridget Jones - Un amore di ragazzo (Bridget Jones: Mad About the Boy), regia di Michael Morris (2025)

#### Televisione
- Crown Court – serie TV, episodio 13x13 (1984)
- Dutch Girls, regia di Giles Foster - film TV (1985)
- Lost Empires – serie TV, 7 episodi (1986)
- Tales from the Hollywood Hills: Pat Hobby Teamed with Genius, regia di Rob Thompson - film TV (1987)
- Hallmark Hall of Fame – serie TV, episodi 34x01 - 37x01 (1984-1987)
- Tumbledown, regia di Richard Eyre - film TV (1988)
- The Play on One – serie TV (1991)
- Hostages, regia di David Wheatley - film TV (1992)
- Ruth Rendell Mysteries – serie TV, episodi 7x01 - 7x02 - 7x03 (1994)
- Performance – serie TV (1994-1995)
- Orgoglio e pregiudizio (Pride and Prejudice), regia di Simon Langton - miniserie TV (1995)
- Nostromo (Joseph Conrad's Nostromo), regia di Alastair Red – miniserie TV (1996)
- Donovan Quick, regia di David Blair - film TV (1999)
- The Turn of the Screw, regia di Ben Bolt - film TV (1999)
- Conspiracy - Soluzione finale (Conspiracy), regia di Frank Pierson - film TV (2001)
- Born Equal, regia di Dominic Savage - film TV (2006)
- Celebration , regia di John Crowley - film TV (2007)
- The Staircase - Una morte sospetta (The Staircase), regia di Antonio Campos e Leigh Janiak – miniserie TV (2022)
- Lockerbie - Attentato sul volo Pan Am 103 (Lockerbie: A Search For Truth), regia di Otto Bathurst e Jim Loach – miniserie TV (2025)

#### Cortometraggi
- Blackadder Back & Forth, regia di Paul Weiland (1999)
- Steve, regia di Rupert Friend (2010)
- Chiusi fuori, regia di Giorgio Testi (2022)

### Produttore
- Il diritto di uccidere (Eye in the Sky), regia di Gavin Hood (2015)
- Loving - L'amore deve nascere libero (Loving), regia di Jeff Nichols (2016)

## Teatrografia
- Another Country di Julian Mitchell, regia di Stuart Burge. Queen's Theatre di Londra (1983)
- La strada solitaria di Arthur Schnitzler, regia di Christopher Fetts. Old Vic di Londra, Theatre Royal di Bath (1984)
- Desiderio sotto gli olmi di Eugene O'Neill, regia di Patrick Mason. Greenwich Theatre di Londra (1986)
- Il guardiano, testo e regia di Harold Pinter. Harold Pinter Theatre di Londra (1991)
- Che disgrazia l'ingegno! di Aleksandr Sergeevič Griboedov. Almeida Theatre di Londra e Theatre Royal di Bath (1992)
- Tre giorni di pioggia di Richard Greenberg, regia di Robin Lefevre. Donmar Warehouse di Londra (1999)

## Riconoscimenti
- Premio Oscar
  - 2010 – Candidatura per il miglior attore protagonista per A Single Man
  - 2011 – Miglior attore protagonista per Il discorso del re
- Golden Globe
  - 2010 – Candidatura per il miglior attore in un film drammatico per A Single Man
  - 2011 – Miglior attore in un film drammatico per Il discorso del re
- BAFTA Film Award
  - 2002 – Candidatura per il miglior attore non protagonista per Il diario di Bridget Jones
  - 2010 – Miglior attore protagonista per A Single Man
  - 2011 – Miglior attore protagonista per Il discorso del re
- BAFTA Television Awards
  - 1989 – Candidatura per il miglior attore per Tumbledown
  - 1996 – Candidatura per il miglior attore per Orgoglio e pregiudizio
- Royal Television Society, UK (RTS Television Award)
  - 1989 – Miglior attore per Tumbledown
- Broadcasting Press Guild Awards
  - 1996 – Miglior attore per Orgoglio e pregiudizio
- National Television Awards, UK
  - 1996 – Candidatura per l'attore più celebre per Orgoglio e pregiudizio
- Screen Actors Guild Award:
  - 1997 – Candidatura per il miglior cast cinematografico per Il paziente inglese
  - 1999 – Miglior cast cinematografico per Shakespeare in Love
  - 2010 – Candidatura per il miglior attore protagonista per A Single Man
  - 2011 – Miglior attore protagonista per Il discorso del re
- Premio Emmy
  - 2001 – Candidatura per il miglior attore non protagonista in una serie o mini-serie televisiva per Conspiracy - Soluzione finale
  - 2022 – Candidatura per il miglior attore protagonista in una miniserie o film per la televisione per The Staircase - Una morte sospetta
- European Film Awards
  - 2001 – Miglior attore (Premio del Pubblico) per Il diario di Bridget Jones
  - 2004 – Candidatura per il miglior attore per La ragazza con l'orecchino di perla
- MTV Movie Awards
  - 2002 – Candidatura per il miglior bacio (condiviso con Renée Zellweger) per Il diario di Bridget Jones
- Satellite Award
  - 2002 – Candidatura per il miglior attore in un film commedia o musicale per Il diario di Bridget Jones
  - 2002 – Candidatura per il miglior attore non protagonista in una serie o mini-serie televisiva per Conspiracy – Soluzione finale
  - 2009 – Candidatura per il miglior attore in un film drammatico per A Single Man
  - 2010 – Miglior attore in un film drammatico per Il discorso del re
- Phoenix Film Critics Society Awards (PFCS Award)
  - 2004 – Candidatura per il miglior cast per Love Actually - L'amore davvero
- British Independent Film Awards
  - 2007 – Candidatura per il miglior attore non protagonista per And When Did You Last See Your Father?
  - 2010 – Miglior attore per Il discorso del re
- National Movie Awards
  - 2011 – Performance dell'anno per Il discorso del re
- Austin Film Critics Association
  - 2008 – Miglior attore per A Single Man
- People's Choice Awards
  - 2009 – Candidatura per il cast preferito per Mamma Mia!
- San Diego Film Critics Society Awards (SDFCS Award)
  - 2009 – Miglior attore per A Single Man
- San Francisco Film Critics Circle (SFFCC Award)
  - 2009 – Miglior attore per A Single Man
- Festival di Venezia
  - 2009 – Coppa Volpi per la migliore interpretazione maschile per A Single Man
- Washington DC Area Film Critics Association Awards (WAFCA Award)
  - 2009 – Miglior attore per A Single Man
  - 2010 – Miglior attore per Il discorso del re
- Chlotrudis Awards
  - 2010 – Miglior attore per A Single Man
- Independent Spirit Awards
  - 2010 – Candidatura per il miglior attore protagonista per A Single Man
- ALFS Award
  - 2010 – Miglior attore britannico dell'anno per A Single Man
  - 2011 – Candidatura per il miglior attore dell'anno per Il discorso del re
- Santa Barbara International Film Festival (Outstanding Performance Award)
  - 2010 – Miglior attore per A Single Man
- Vancouver Film Critics Circle (VFCC Award)
  - 2010 – Miglior attore per A Single Man
- Los Angeles Film Critics Association Award
  - 2010 – Miglior attore protagonista per Il discorso del re
- New York Film Critics Circle Awards
  - 2010 – Miglior attore protagonista per Il discorso del re
- Critics' Choice Awards
  - 2010 – Candidatura per il miglior attore per A Single Man
  - 2011 – Candidatura per il miglior attore protagonista per Il discorso del re
- Kansan City Film Critics Circle Award
  - 2011 – Miglior attore protagonista per Il discorso del re

## Doppiatori italiani
Nelle versioni in italiano delle opere in cui ha recitato, Colin Firth è stato doppiato da:
- Luca Biagini ne Il paziente inglese, Un matrimonio all'inglese, Il discorso del re, La talpa, Il mondo di Arthur Newman, Gambit - Una truffa a regola d'arte, Le due vie del destino - The Railway Man, Devil's Knot - Fino a prova contraria, Kingsman: Secret Service, Genius, Kingsman - Il cerchio d'oro, The Happy Prince - L'ultimo ritratto di Oscar Wilde, Il mistero di Donald C., Kursk, 1917, Il giardino segreto, Supernova, Secret Love, L'arma dell'inganno - Operation Mincemeat, Empire of Light, The Staircase - Una morte sospetta, Bridget Jones - Un amore di ragazzo, Lockerbie - Attentato sul volo Pan Am 103
- Stefano Benassi ne La mia vita fino ad oggi, Il diario di Bridget Jones, Hope Springs, Che pasticcio, Bridget Jones!, Magic in the Moonlight, Bridget Jones's Baby, Il ritorno di Mary Poppins
- Francesco Prando in Orgoglio e pregiudizio (ridoppiaggio), L'importanza di chiamarsi Ernest, Una ragazza e il suo sogno, Un marito di troppo, Dorian Gray
- Massimo Rossi in L'ultima legione, Quando tutto cambia, St. Trinian's, Main St. - L'uomo del futuro
- Massimo Lodolo in Shakespeare in Love, Love Actually - L'amore davvero, False verità
- Luca Ward in Un mese in campagna, Segreti
- Fabrizio Pucci in Valmont, Nanny McPhee - Tata Matilda
- Massimo Venturiello in Nostromo, La ragazza con l'orecchino di perla
- Roberto Pedicini in Mamma Mia!, Mamma Mia! Ci risiamo
- Gianni Bersanetti in Another Country - La scelta
- Oreste Baldini in Le ali del successo
- Maurizio Romano in Orgoglio e pregiudizio
- Danilo De Girolamo in Febbre a 90º
- Luca Dal Fabbro ne La fidanzata ideale
- Sergio Di Stefano in Four Play
- Maurizio Reti in Conspiracy - Soluzione finale
- Sandro Acerbo in Trauma
- Massimiliano Lotti in Genova - Un luogo per ricominciare
- Massimo Lopez in A Single Man
- Teo Bellia in St. Trinian's 2 - La leggenda del tesoro segreto
- Sergio Lucchetti in Before I Go to Sleep

Da doppiatore è stato sostituito da:
- Stefano Benassi in A Christmas Carol[60]